# Rafael Sánchez López
Rafael Sánchez López (Bullas, Región de Murcia, España, 29 de enero de 1991) es un árbitro de fútbol español. Pertenece al Comité de Árbitros de la Región de Murcia.

## Temporadas
| Categoría          | País   | Años              | Partidos |
| ------------------ | ------ | ----------------- | -------- |
| Segunda División B | España | 2015 - 2020       | 59       |
| Segunda División   | España | 2020 - Actualidad | 95       |